# Альбюшен (Ботчирка)
59°14′33″ пн. ш. 17°52′26″ сх. д. / 59.24258333° пн. ш. 17.87388889° сх. д.
Озеро Альбюшен (швед. Albysjön) — акваторія, що є частиною озера Меларен. 
Відокремлює муніципалітети Гуддінге і Ботчирка, Седерманланд. 
Озеро має глибину 24 м та площу 1,13 км², розташовується на висоті 0,7  метра над рівнем моря. 
Озеро заповнює геологічний розлом, має круті скелі вздовж західного берега.
На півночі з'єднується з Ворбюфіарден через вузьку протоку Фіттьянесет.  
На півдні через вузький канал Флоттсброканален з'єднано Туллінгешен.
На півдні озеро перетинає метроміст Альбюшенс. 
Найближчі станції метро Масмо і Фіттья. 
Назва Альбюшен походить від ферми Альбю-горд на березі Альбюшен зі сторони Ботчирка.
На озері безкоштовна риболовля є прокат каное і пляж.